# Neologická synagoga (Bratislava)
Neologická synagoga v Bratislavě, neboli templ, stála mezi lety 1893 až 1967 na Rybném náměstí na bratislavském Starém Městě.
Byla postavena roku 1893 podle projektu rakouského architekta Dionyse Milcha na obdélníkovém půdoryse, obsahovala orientální motivy a dekorace, v interiéru se nacházely varhany. Západní průčelí bylo vyvedeno v maurském slohu, s dvěma dominantními věžemi na nárožích. Ve středu se nacházelo pět stejně položených vchodů do hlavní lodí, zaklenutých maurskými oblouky. Věže byly osmiboké, zakončené kopulovými stříškami. Během druhé světové války zůstala nezničená, posléze se plánovalo adaptovat budovu na Židovské muzeum, plán ale nebyl realizován, v 50. a 60. letech 20. století byla využitá jako studio Slovenské televize. V souvislosti se stavbou Nového mostu SNP, byla v roce 1967 zbourána. Bratislava tak navždy přišla o jednu ze svých dominant.